# 拉基帕爾縣
拉基帕爾縣（英語：Lac qui Parle County）是美國明尼蘇達州西部的一個縣，西鄰南達科他州，北以明尼蘇達河為界。面積2,015平方公里。根據美國2000年人口普查，共有人口8,067人。縣治麥迪遜 (Madison)。
成立於1871年3月6日，縣名是達科他語「會說話的湖」的法語轉譯。